# Język nyuli
Język nyuli – język z rodziny bantu, używany w Kenii i Ugandzie. W 1976 roku liczba mówiących wynosiła ok. 167 tysięcy.